# Parti de la rénovation khmère
Le Parti de la Rénovation khmère (en khmer : គណបក្ស កំណែទម្រង់ខ្មែរ, Kanakpak Khemara Ponnakar) était un parti politique cambodgien fondé par Lon Nol et Nhiek Tioulong en septembre 1947. Il est intégré dans le parti Sangkum Reastr Niyum après les élections législatives cambodgiennes de 1955.